# 里蒂希·耶诺
里蒂希·耶诺（匈牙利語：Rittich Jenő，1889年1月13日—1961年12月24日），匈牙利男子竞技体操运动员。他曾获得1912年夏季奥运会体操比赛男子团体全能银牌。他在20世纪20年代和兄弟一起移民至加拿大。